# ケン・バーンズ・ジャズ
『ケン・バーンズ・ジャズ』（Jazz）は、ケン・バーンズ監督による2001年のテレビ・ドキュメンタリー・ミニシリーズ。2001年にPBSで放送され、エミー賞の優れたドキュメンタリーまたはノンフィクション・シリーズにノミネートされた。年代順で描かれた主題となる各エピソードは、革新的な作曲家やミュージシャン、そしてアメリカの歴史を強く感じさせながら、ジャズの歴史を提供している。
スウィング・ミュージシャンのルイ・アームストロングとデューク・エリントンが中心人物。いくつかのエピソードでは、チャーリー・パーカーとディジー・ガレスピーのビバップへの貢献や、マイルス・デイヴィス、オーネット・コールマン、ジョン・コルトレーンのフリー・ジャズやクール・ジャズへの貢献についてが議論された。1917年から2001年までが描かれた、この10部構成でジャズを掘り下げたドキュメンタリーは、そのうちの最後のエピソードを除くすべてが1961年以前の音楽のために捧げられている。このシリーズは、BBCの協力と、ワシントンのWETA-TVの提携を得た、フロレンタイン・フィルム (Florentine Films)によって制作された。

## 概要
このドキュメンタリーは、20世紀初頭の起源から現在に至るまでのアメリカのジャズ音楽の歴史に関するものであった。キース・デイヴィッドがナレーションを担当し、トランペッターのウィントン・マルサリス（ジャズの芸術監督にして共同プロデューサーでもある）や、批評家のゲイリー・ギディンスやスタンリー・クラウチなど、現在のミュージシャンや批評家へのインタビューを特集した。音楽評論家でアフリカ系アメリカ人の歴史家ジェラルド・アーリーがコンサルタントを務めた。ブロードキャスターでプロデューサーのフィル・シャープが短いインタビューを受けた。
視覚的には、『ケン・バーンズ・ジャズ』は、ケン・バーンズのそれまでの作品と同じスタイルとなっている。写真のゆっくりとしたパンとズームによるショットが、調査期間の音楽と解説を伴ったその時代の映画のシーケンスとミックスされている。これらのシーケンスの間に、現在のジャズに関わる人物が逸話を提供し、主要なミュージシャンのスタイルの特徴を説明した。デューク・エリントンの「I Let a Song Go Out of My Heart」（1938年）が、シリーズの個々のエピソードのオープニングとクロージングで繰り返されるモチーフとなった。
このドキュメンタリーは、多くの主要なミュージシャンたちに焦点を当てたものである。ルイ・アームストロングとデューク・エリントンがその中心人物となっており、シドニー・ベシェ、カウント・ベイシー、ベニー・グッドマン、ビリー・ホリデイ、チャーリー・パーカー、マイルス・デイヴィス、ジョン・コルトレーンら、「他の主要人物たちの物語が、取り巻く物語の糸を提供している」。
数多くのコンパニオンCDが、同時にリリースされた。

## エピソード
全10話、ジャズのエピソードで構成された87分〜123分の各話は、それぞれ異なる時代をカバーしていた。
| 通算 話数 | タイトル                                                        | 扱われた時代  | テーマ | 放送日        |
| --- | --------------------------------------------------------------- | ------------- | --- | ------------- |
| 1 | "ニューオリンズ〜人種と音楽のるつぼ - Gumbo"                    | 1917年まで    | ブルース、ルイジアナ・クレオール・ミュージック、ミンストレル・ショー、ニューオーリンズ・ジャズ、オリジナル・ディキシーランド・ジャズ・バンド、ラグタイム | 2001年1月8日  |
| パーソナリティ : シドニー・ベシェ、バディ・ボールデン、フレディ・ケッパード、ジェリー・ロール・モートン、ジェイムス・リーズ・ヨーロップ、ニック・ラロッカ |                                                                 |               | |               |
| 2 | "天才の出現 - The Gift"                                         | 1917年–1924年 | シカゴ・ジャズ、ハーレム・ルネサンス、ニューオーリンズ・ジャズ、第一次世界大戦                                                                           | 2001年1月9日  |
| パーソナリティ : ルイ・アームストロング、デューク・エリントン、ジェイムス・リーズ・ヨーロップ、フレッチャー・ヘンダーソン、ジェイムス・P.ジョンソン、キング・オリヴァー、ウィリー・スミス、ポール・ホワイトマン |                                                                 |               | |               |
| 3 | "ジャズ・エイジ - Our Language"                                 | 1924年–1928年 | コットン・クラブ、ハーレム・ルネサンス、サヴォイ・ボールルーム                                                                                           | 2001年1月10日 |
| パーソナリティ : ルイ・アームストロング、シドニー・ベシェ、ビックス・バイダーベック、デューク・エリントン、ベニー・グッドマン、アール・ハインズ、アーティ・ショウ、ベッシー・スミス、エセル・ウォーターズ |                                                                 |               | |               |
| 4 | "大恐慌とジャズ - The True Welcome"                             | 1929年–1935年 | 世界恐慌、リンディ・ホップ、スウィング・ジャズ | 2001年1月15日 |
| パーソナリティ : ルイ・アームストロング、デューク・エリントン、ベニー・グッドマン、ジョン・ハモンド、フレッチャー・ヘンダーソン、ビリー・ローズ、アート・テイタム、ファッツ・ウォーラー、チック・ウェッブ |                                                                 |               | |               |
| 5 | "スイングの黄金時代 - Swing: Pure Pleasure"                     | 1935年–1937年 | 公共施設における差別、世界恐慌、サヴォイ・ボールルーム、スウィング・ジャズ                                                                               | 2001年1月17日 |
| パーソナリティ : ルイ・アームストロング、トミー・ドーシー、デューク・エリントン、ベニー・グッドマン、ビリー・ホリデイ、ジミー・ランスフォード、グレン・ミラー、アーティ・ショウ、チック・ウェッブ、テディ・ウィルソン |                                                                 |               | |               |
| 6 | "カンザス・シティ・ジャズ - Swing: The Velocity of Celebration" | 1937年–1939年 | 世界恐慌、カンザスシティ・ジャズ、スウィング・ジャズ | 2001年1月22日 |
| パーソナリティ : カウント・ベイシー、ハリー・エディソン、デューク・エリントン、エラ・フィッツジェラルド、ベニー・グッドマン、コールマン・ホーキンス、ビリー・ホリデイ、ジョー・ジョーンズ、チック・ウェッブ、メアリー・ルー・ウィリアムス、レスター・ヤング |                                                                 |               | |               |
| 7 | "第2次大戦下の混迷 - Dedicated to Chaos"                        | 1940年–1945年 | ビバップ、人種主義、スウィング・ジャズ、第二次世界大戦                                                                                                   | 2001年1月23日 |
| パーソナリティ : デイヴ・ブルーベック、デューク・エリントン、ディジー・ガレスピー、ビリー・ホリデイ、グレン・ミラー、チャーリー・パーカー、ジャンゴ・ラインハルト、アーティ・ショウ、ビリー・ストレイホーン、ベン・ウェブスター |                                                                 |               | |               |
| 8 | "ビバップと高い代償 - Risk"                                     | 1945年–1956年 | ビバップ、薬物乱用、ウエストコースト・ジャズ | 2001年1月24日 |
| パーソナリティ : ルイ・アームストロング、デイヴ・ブルーベック、マイルス・デイヴィス、ポール・デスモンド、デューク・エリントン、エラ・フィッツジェラルド、ディジー・ガレスピー、ノーマン・グランツ、ビリー・ホリデイ、ジョン・ルイス、セロニアス・モンク、ジェリー・マリガン、チャーリー・パーカー |                                                                 |               | |               |
| 9 | "モダン・ジャズの巨人たち - The Adventure"                      | 1956年–1961年 | アヴァンギャルド・ジャズ、フリー・ジャズ | 2001年1月29日 |
| パーソナリティ : ルイ・アームストロング、アート・ブレイキー、クリフォード・ブラウン、オーネット・コールマン、ジョン・コルトレーン、マイルス・デイヴィス、デューク・エリントン、ビリー・ホリデイ、ソニー・ロリンズ、サラ・ヴォーン |                                                                 |               | |               |
| 10 | "ジャズとは何か? - A Masterpiece by Midnight"                   | 1961年–2001年 | ボサノヴァ、アフリカ系アメリカ人公民権運動、フュージョン、ジャズ・リバイバル                                                                             | 2001年1月31日 |
| パーソナリティ : ルイ・アームストロング、ジョン・コルトレーン、マイルス・デイヴィス、デューク・エリントン、スタン・ゲッツ、デクスター・ゴードン、ウィントン・マルサリス、チャールズ・ミンガス、マックス・ローチ、アーチー・シェップ、セシル・テイラー 注記 : これは、アルバム『ダーティー・ブギ』におけるブライアン・セッツァー・オーケストラによる「Jump, Jive an' Wail」のアーカイブ映像クリップを特集した最後のエピソードである。カウント・ベイシーの音楽「Dickie's Dream」でエピソードは終わる。 |                                                                 |               | |               |

## 反響

### 肯定的なレビュー
『リーズン』誌は、『ケン・バーンズ・ジャズ』が「見どころいっぱいな内容となっており、その多くは意図せず提供されたものでした。…バーンズのドキュメンタリーという贈り物は、先見性がなく、分析的でもなく、適切に歴史的なものでもありません。むしろ彼は、才能のある伝記作家となっており、彼の映画は、その物語の登場人物たちの伝記を詳細にして包括的な物語として提示するのに最も効果的なものとなっている」と書いた。
ジェイソン・ヴァン・ベルゲンは、「『ケン・バーンズ・ジャズ』のシリーズに含まれる約19時間のドキュメンタリー報道は、上質なワインのように解き放たれています」と述べ、シリーズの細部へのこだわりによって、「『ケン・バーンズ・ジャズ』の全エピソードにおける議論は、彼の簡単なレビューというよりも修士論文というべきものである。…ジャズの成長に関するバーンズの百科事典的な表現は疑う余地がありません。音楽ファンだったら、棚にこのセットが必要になります。しかし、もう少し驚くべきことに、アメリカ史を学ぶ真面目な学生は、前世紀のバージョンを補足するためにこのセットを必要とするかもしれません」とした。
「ニューヨーク・タイムズ」紙で、ベン・ラットライフは、この番組の「主要なテーマ別のデバイスが効果的なのだが、音楽の方に焦点を当てたジャズ歴史家には自然に伝わらないかもしれない。それは、アメリカの白人と黒人が出会ったときに何が起こるか。抽象的なものではなく、人から人へという、ある種のつながりを作るのだということを示すものである」と書いた。
『National Review』誌で、デロワ・マードックは、「テレビのドキュメンタリーは時として、感謝祭のディナーのように感じられることがあります。豊かで、楽しく、充実していて、満足のいくもので、あちこちで催眠術をかけています。…バーンズの映画は決して退屈ではありません。それは素晴らしく魅力的です」と書いた。

### 否定的なレビュー
ジーン・サントロは、『The Nation』誌で、「もしバーンズが最後のエピソードをカットし、これを『ジャズ：最初の50年間』として売り出した場合、それが映画のどこに属しているのか、多くの議論を呼ぶことでしょう」と述べている。
ウィリアム・ベルリンドは『The Observer』誌に「マルサリス氏が彼を導く許可を得たことで、バーンズ氏は最終的に私たちにとって不利益をもたらしました。彼は活気に満ち、進化していく音楽を、死んで静止しているように見せたのです」と書いている。
イギリスの新聞「The Guardian」は、「シリーズの主要なトーテムポールとなっているのは、当然のことながら、ルイ・アームストロング、デューク・エリントン、ビリー・ホリデイ、チャーリー・パーカー、マイルス・デイヴィスです。ジャズの大部分がスウィング時代に捧げられているため、2人の白人バンドリーダー、ベニー・グッドマンとアーティ・ショウも有名になります。後にデイヴ・ブルーベックもそうなります。しかし、ジャズにおけるアフリカ系アメリカ人の本質を正しく認識することを主張して人生を過ごした批評家でさえ、バーンズが（マルサリス、クラウチ、マレイの励ましを受けて）黒人中心なラインを押し上げ、白人ミュージシャンの貢献を認めることを拒否すると、シリーズの歴史的正確性が損なわれると信じています」と述べている。
名誉教授のフランク・ティッロは、「一例として、ルイ・アームストロングの「West End Blues」を「大恐慌前のときの国家を反映したもの」として彼は提示している。どうして彼がこの声明を支持できるのか、私にはわかりません。それは何を反映していますか? ハーレムのアフリカ系アメリカ人? ウォール街の起業家? カンザスやアイオワにおける白人の中流階級の農民? これは猛々しいセッションの歴史です」と書いた。

## コンピレーション・アルバム
2000年11月7日、すべて『ケン・バーンズ・ジャズ〜20世紀のジャズの宝物』というタイトルの、22枚に及ぶ1枚もののアーティスト・コンピレーション・アルバムが、ヴァーヴおよびコロムビア/レガシー・レーベルからリリースされた。5枚組のCDボックスセットである『Ken Burns Jazz: The Story of America's Music』も、そのボックスセットの1枚もののアルバム・サンプラー（ケン・バーンズ・ジャズのベスト）とともにリリースされた。
次のアルバムがヴァーヴからリリースされた。
- カウント・ベイシー (Count Basie) – Allmusic link
- アート・ブレイキー (Art Blakey) – Allmusic link
- ジョン・コルトレーン (John Coltrane) – Allmusic link
- エラ・フィッツジェラルド (Ella Fitzgerald) – Allmusic link
- ディジー・ガレスピー (Dizzy Gillespie) – Allmusic link
- コールマン・ホーキンス (Coleman Hawkins) – Allmusic link
- ビリー・ホリデイ (Billie Holiday) – Allmusic link
- チャーリー・パーカー (Charlie Parker) – Allmusic link
- ソニー・ロリンズ (Sonny Rollins) – Allmusic link
- サラ・ヴォーン (Sarah Vaughan) – Allmusic link
- レスター・ヤング (Lester Young) – Allmusic link

次のアルバムがコロムビア/レガシーからリリースされた。
- ルイ・アームストロング (Louis Armstrong) – Allmusic link
- シドニー・ベシェ (Sidney Bechet) – Allmusic link
- デイヴ・ブルーベック (Dave Brubeck) – Allmusic link
- オーネット・コールマン (Ornette Coleman) – Allmusic link
- マイルス・デイヴィス (Miles Davis) – Allmusic link
- デューク・エリントン (Duke Ellington) – Allmusic link
- ベニー・グッドマン (Benny Goodman) – Allmusic link
- ハービー・ハンコック (Herbie Hancock) – Allmusic link
- フレッチャー・ヘンダーソン (Fletcher Henderson) – Allmusic link
- チャールズ・ミンガス (Charles Mingus) – Allmusic link
- セロニアス・モンク (Thelonious Monk) – Allmusic link
- Various Artists – The Best of Ken Burns Jazz – Allmusic link
- Various Artists – Ken Burns Jazz: The Story of America's Music – Allmusic link

2002年に、コロムビアは2つの低価格ボックスセットもリリースした。各セットには、以前にリリースされた1枚ものアーティスト・コレクションが3枚ずつ収められている。
- Ken Burns Jazz, Vol. 1 (Includes Louis Armstrong, Duke Ellington, and Benny Goodman compilations) – Allmusic link
- Ken Burns Jazz, Vol. 2 (Includes Thelonious Monk, Miles Davis, and Dave Brubeck compilations) – Allmusic link